# Vocale quasi anteriore quasi chiusa arrotondata
| | Anteriori | Quasi anteriori | Centrali | Quasi posteriori | Posteriori |
| Chiuse | \| i • y ɨ • ʉ ɯ • u ɪ • ʏ ɪ̈ • ʊ̈ ɯ̞̈ • ʊ e • ø ɘ • ɵ ɤ • o e̞ • ø̞ ə ɤ̞ • o̞ ɛ • œ ɜ • ɞ ʌ • ɔ æ • ɐ a • ɶ ä • ɒ̈ ɑ • ɒ \| | \| i • y ɨ • ʉ ɯ • u ɪ • ʏ ɪ̈ • ʊ̈ ɯ̞̈ • ʊ e • ø ɘ • ɵ ɤ • o e̞ • ø̞ ə ɤ̞ • o̞ ɛ • œ ɜ • ɞ ʌ • ɔ æ • ɐ a • ɶ ä • ɒ̈ ɑ • ɒ \| | \| i • y ɨ • ʉ ɯ • u ɪ • ʏ ɪ̈ • ʊ̈ ɯ̞̈ • ʊ e • ø ɘ • ɵ ɤ • o e̞ • ø̞ ə ɤ̞ • o̞ ɛ • œ ɜ • ɞ ʌ • ɔ æ • ɐ a • ɶ ä • ɒ̈ ɑ • ɒ \| | \| i • y ɨ • ʉ ɯ • u ɪ • ʏ ɪ̈ • ʊ̈ ɯ̞̈ • ʊ e • ø ɘ • ɵ ɤ • o e̞ • ø̞ ə ɤ̞ • o̞ ɛ • œ ɜ • ɞ ʌ • ɔ æ • ɐ a • ɶ ä • ɒ̈ ɑ • ɒ \| | \| i • y ɨ • ʉ ɯ • u ɪ • ʏ ɪ̈ • ʊ̈ ɯ̞̈ • ʊ e • ø ɘ • ɵ ɤ • o e̞ • ø̞ ə ɤ̞ • o̞ ɛ • œ ɜ • ɞ ʌ • ɔ æ • ɐ a • ɶ ä • ɒ̈ ɑ • ɒ \| |
| Quasi chiuse                                                                                                  | \| i • y ɨ • ʉ ɯ • u ɪ • ʏ ɪ̈ • ʊ̈ ɯ̞̈ • ʊ e • ø ɘ • ɵ ɤ • o e̞ • ø̞ ə ɤ̞ • o̞ ɛ • œ ɜ • ɞ ʌ • ɔ æ • ɐ a • ɶ ä • ɒ̈ ɑ • ɒ \| | \| i • y ɨ • ʉ ɯ • u ɪ • ʏ ɪ̈ • ʊ̈ ɯ̞̈ • ʊ e • ø ɘ • ɵ ɤ • o e̞ • ø̞ ə ɤ̞ • o̞ ɛ • œ ɜ • ɞ ʌ • ɔ æ • ɐ a • ɶ ä • ɒ̈ ɑ • ɒ \| | \| i • y ɨ • ʉ ɯ • u ɪ • ʏ ɪ̈ • ʊ̈ ɯ̞̈ • ʊ e • ø ɘ • ɵ ɤ • o e̞ • ø̞ ə ɤ̞ • o̞ ɛ • œ ɜ • ɞ ʌ • ɔ æ • ɐ a • ɶ ä • ɒ̈ ɑ • ɒ \| | \| i • y ɨ • ʉ ɯ • u ɪ • ʏ ɪ̈ • ʊ̈ ɯ̞̈ • ʊ e • ø ɘ • ɵ ɤ • o e̞ • ø̞ ə ɤ̞ • o̞ ɛ • œ ɜ • ɞ ʌ • ɔ æ • ɐ a • ɶ ä • ɒ̈ ɑ • ɒ \| | \| i • y ɨ • ʉ ɯ • u ɪ • ʏ ɪ̈ • ʊ̈ ɯ̞̈ • ʊ e • ø ɘ • ɵ ɤ • o e̞ • ø̞ ə ɤ̞ • o̞ ɛ • œ ɜ • ɞ ʌ • ɔ æ • ɐ a • ɶ ä • ɒ̈ ɑ • ɒ \| |
| Semichiuse | \| i • y ɨ • ʉ ɯ • u ɪ • ʏ ɪ̈ • ʊ̈ ɯ̞̈ • ʊ e • ø ɘ • ɵ ɤ • o e̞ • ø̞ ə ɤ̞ • o̞ ɛ • œ ɜ • ɞ ʌ • ɔ æ • ɐ a • ɶ ä • ɒ̈ ɑ • ɒ \| | \| i • y ɨ • ʉ ɯ • u ɪ • ʏ ɪ̈ • ʊ̈ ɯ̞̈ • ʊ e • ø ɘ • ɵ ɤ • o e̞ • ø̞ ə ɤ̞ • o̞ ɛ • œ ɜ • ɞ ʌ • ɔ æ • ɐ a • ɶ ä • ɒ̈ ɑ • ɒ \| | \| i • y ɨ • ʉ ɯ • u ɪ • ʏ ɪ̈ • ʊ̈ ɯ̞̈ • ʊ e • ø ɘ • ɵ ɤ • o e̞ • ø̞ ə ɤ̞ • o̞ ɛ • œ ɜ • ɞ ʌ • ɔ æ • ɐ a • ɶ ä • ɒ̈ ɑ • ɒ \| | \| i • y ɨ • ʉ ɯ • u ɪ • ʏ ɪ̈ • ʊ̈ ɯ̞̈ • ʊ e • ø ɘ • ɵ ɤ • o e̞ • ø̞ ə ɤ̞ • o̞ ɛ • œ ɜ • ɞ ʌ • ɔ æ • ɐ a • ɶ ä • ɒ̈ ɑ • ɒ \| | \| i • y ɨ • ʉ ɯ • u ɪ • ʏ ɪ̈ • ʊ̈ ɯ̞̈ • ʊ e • ø ɘ • ɵ ɤ • o e̞ • ø̞ ə ɤ̞ • o̞ ɛ • œ ɜ • ɞ ʌ • ɔ æ • ɐ a • ɶ ä • ɒ̈ ɑ • ɒ \| |
| Medie | \| i • y ɨ • ʉ ɯ • u ɪ • ʏ ɪ̈ • ʊ̈ ɯ̞̈ • ʊ e • ø ɘ • ɵ ɤ • o e̞ • ø̞ ə ɤ̞ • o̞ ɛ • œ ɜ • ɞ ʌ • ɔ æ • ɐ a • ɶ ä • ɒ̈ ɑ • ɒ \| | \| i • y ɨ • ʉ ɯ • u ɪ • ʏ ɪ̈ • ʊ̈ ɯ̞̈ • ʊ e • ø ɘ • ɵ ɤ • o e̞ • ø̞ ə ɤ̞ • o̞ ɛ • œ ɜ • ɞ ʌ • ɔ æ • ɐ a • ɶ ä • ɒ̈ ɑ • ɒ \| | \| i • y ɨ • ʉ ɯ • u ɪ • ʏ ɪ̈ • ʊ̈ ɯ̞̈ • ʊ e • ø ɘ • ɵ ɤ • o e̞ • ø̞ ə ɤ̞ • o̞ ɛ • œ ɜ • ɞ ʌ • ɔ æ • ɐ a • ɶ ä • ɒ̈ ɑ • ɒ \| | \| i • y ɨ • ʉ ɯ • u ɪ • ʏ ɪ̈ • ʊ̈ ɯ̞̈ • ʊ e • ø ɘ • ɵ ɤ • o e̞ • ø̞ ə ɤ̞ • o̞ ɛ • œ ɜ • ɞ ʌ • ɔ æ • ɐ a • ɶ ä • ɒ̈ ɑ • ɒ \| | \| i • y ɨ • ʉ ɯ • u ɪ • ʏ ɪ̈ • ʊ̈ ɯ̞̈ • ʊ e • ø ɘ • ɵ ɤ • o e̞ • ø̞ ə ɤ̞ • o̞ ɛ • œ ɜ • ɞ ʌ • ɔ æ • ɐ a • ɶ ä • ɒ̈ ɑ • ɒ \| |
| Semiaperte | \| i • y ɨ • ʉ ɯ • u ɪ • ʏ ɪ̈ • ʊ̈ ɯ̞̈ • ʊ e • ø ɘ • ɵ ɤ • o e̞ • ø̞ ə ɤ̞ • o̞ ɛ • œ ɜ • ɞ ʌ • ɔ æ • ɐ a • ɶ ä • ɒ̈ ɑ • ɒ \| | \| i • y ɨ • ʉ ɯ • u ɪ • ʏ ɪ̈ • ʊ̈ ɯ̞̈ • ʊ e • ø ɘ • ɵ ɤ • o e̞ • ø̞ ə ɤ̞ • o̞ ɛ • œ ɜ • ɞ ʌ • ɔ æ • ɐ a • ɶ ä • ɒ̈ ɑ • ɒ \| | \| i • y ɨ • ʉ ɯ • u ɪ • ʏ ɪ̈ • ʊ̈ ɯ̞̈ • ʊ e • ø ɘ • ɵ ɤ • o e̞ • ø̞ ə ɤ̞ • o̞ ɛ • œ ɜ • ɞ ʌ • ɔ æ • ɐ a • ɶ ä • ɒ̈ ɑ • ɒ \| | \| i • y ɨ • ʉ ɯ • u ɪ • ʏ ɪ̈ • ʊ̈ ɯ̞̈ • ʊ e • ø ɘ • ɵ ɤ • o e̞ • ø̞ ə ɤ̞ • o̞ ɛ • œ ɜ • ɞ ʌ • ɔ æ • ɐ a • ɶ ä • ɒ̈ ɑ • ɒ \| | \| i • y ɨ • ʉ ɯ • u ɪ • ʏ ɪ̈ • ʊ̈ ɯ̞̈ • ʊ e • ø ɘ • ɵ ɤ • o e̞ • ø̞ ə ɤ̞ • o̞ ɛ • œ ɜ • ɞ ʌ • ɔ æ • ɐ a • ɶ ä • ɒ̈ ɑ • ɒ \| |
| Quasi aperte                                                                                                  | \| i • y ɨ • ʉ ɯ • u ɪ • ʏ ɪ̈ • ʊ̈ ɯ̞̈ • ʊ e • ø ɘ • ɵ ɤ • o e̞ • ø̞ ə ɤ̞ • o̞ ɛ • œ ɜ • ɞ ʌ • ɔ æ • ɐ a • ɶ ä • ɒ̈ ɑ • ɒ \| | \| i • y ɨ • ʉ ɯ • u ɪ • ʏ ɪ̈ • ʊ̈ ɯ̞̈ • ʊ e • ø ɘ • ɵ ɤ • o e̞ • ø̞ ə ɤ̞ • o̞ ɛ • œ ɜ • ɞ ʌ • ɔ æ • ɐ a • ɶ ä • ɒ̈ ɑ • ɒ \| | \| i • y ɨ • ʉ ɯ • u ɪ • ʏ ɪ̈ • ʊ̈ ɯ̞̈ • ʊ e • ø ɘ • ɵ ɤ • o e̞ • ø̞ ə ɤ̞ • o̞ ɛ • œ ɜ • ɞ ʌ • ɔ æ • ɐ a • ɶ ä • ɒ̈ ɑ • ɒ \| | \| i • y ɨ • ʉ ɯ • u ɪ • ʏ ɪ̈ • ʊ̈ ɯ̞̈ • ʊ e • ø ɘ • ɵ ɤ • o e̞ • ø̞ ə ɤ̞ • o̞ ɛ • œ ɜ • ɞ ʌ • ɔ æ • ɐ a • ɶ ä • ɒ̈ ɑ • ɒ \| | \| i • y ɨ • ʉ ɯ • u ɪ • ʏ ɪ̈ • ʊ̈ ɯ̞̈ • ʊ e • ø ɘ • ɵ ɤ • o e̞ • ø̞ ə ɤ̞ • o̞ ɛ • œ ɜ • ɞ ʌ • ɔ æ • ɐ a • ɶ ä • ɒ̈ ɑ • ɒ \| |
| Aperte | \| i • y ɨ • ʉ ɯ • u ɪ • ʏ ɪ̈ • ʊ̈ ɯ̞̈ • ʊ e • ø ɘ • ɵ ɤ • o e̞ • ø̞ ə ɤ̞ • o̞ ɛ • œ ɜ • ɞ ʌ • ɔ æ • ɐ a • ɶ ä • ɒ̈ ɑ • ɒ \| | \| i • y ɨ • ʉ ɯ • u ɪ • ʏ ɪ̈ • ʊ̈ ɯ̞̈ • ʊ e • ø ɘ • ɵ ɤ • o e̞ • ø̞ ə ɤ̞ • o̞ ɛ • œ ɜ • ɞ ʌ • ɔ æ • ɐ a • ɶ ä • ɒ̈ ɑ • ɒ \| | \| i • y ɨ • ʉ ɯ • u ɪ • ʏ ɪ̈ • ʊ̈ ɯ̞̈ • ʊ e • ø ɘ • ɵ ɤ • o e̞ • ø̞ ə ɤ̞ • o̞ ɛ • œ ɜ • ɞ ʌ • ɔ æ • ɐ a • ɶ ä • ɒ̈ ɑ • ɒ \| | \| i • y ɨ • ʉ ɯ • u ɪ • ʏ ɪ̈ • ʊ̈ ɯ̞̈ • ʊ e • ø ɘ • ɵ ɤ • o e̞ • ø̞ ə ɤ̞ • o̞ ɛ • œ ɜ • ɞ ʌ • ɔ æ • ɐ a • ɶ ä • ɒ̈ ɑ • ɒ \| | \| i • y ɨ • ʉ ɯ • u ɪ • ʏ ɪ̈ • ʊ̈ ɯ̞̈ • ʊ e • ø ɘ • ɵ ɤ • o e̞ • ø̞ ə ɤ̞ • o̞ ɛ • œ ɜ • ɞ ʌ • ɔ æ • ɐ a • ɶ ä • ɒ̈ ɑ • ɒ \| |
| i • y ɨ • ʉ ɯ • u ɪ • ʏ ɪ̈ • ʊ̈ ɯ̞̈ • ʊ e • ø ɘ • ɵ ɤ • o e̞ • ø̞ ə ɤ̞ • o̞ ɛ • œ ɜ • ɞ ʌ • ɔ æ • ɐ a • ɶ ä • ɒ̈ ɑ • ɒ | | | | | |

La vocale quasi anteriore quasi chiusa arrotondata è un tipo di suono vocalico usato in varie lingue parlate, indicato nell'alfabeto fonetico internazionale con il simbolo ʏ.

## Caratteristiche
- È una vocale quasi chiusa, cioè la lingua non è stretta come nelle vocali chiuse.
- È una vocale quasi anteriore, il che significa che la lingua si posiziona più avanti, quasi come in una vocale anteriore.
- È una vocale arrotondata il che significa che i margini delle labbra sono tese e riunite in modo che le superfici interne non sono esposte.

## Nelle lingue
In italiano tale vocale non è presente.
Tale fono è presente nelle seguenti lingue:
- In olandese, come in hut [hʏt] "capanna".
- Nelle varietà meridionali dell'inglese ⟨oo⟩ viene pronunciata [ʏ], come in book [bʏk]"libro".
- In faroese come in krúss [kɹʏsː] "boccale".
- Nel francese del Quebec come in municipalité [mʏnɪsɪpalɪˈte] "comune".
- In tedesco, come in schützen [ˈʃʏt͡sn̩] "proteggere".
- In islandese, come in vinur [vɪnʏr] "amico".
- In lori, come in tü [tʏ] "tu".
- Nel limburgese di Maastricht, come in un [ʏn] "unione".
- In svedese, come in ut [ʏβ̞t] "fuori".